# Nguyễn Lê Đông Hải
 (mai 2022).
 (mai 2022).
Nguyễn Lê Đông Hải (né 2002 à Quảng Ngãi) est un économiste et militant social vietnamien. Il est fondateur et président de la Association mondiale de l'éducation économique. Il est membre honoraire de la Royal Society of Arts.

## Biographie

### Enfance et études
Nguyễn Lê Đông Hải est né dans la ville côtière de Quảng Ngãi au Annam. Pendant son séjour au Viêt Nam, il remporte plusieurs prix olympiques académiques,. En 2018 et  2020, il a reçu des bourses de plusieurs institutions américaines et britanniques,,,. Il est diplômé de l'École du service extérieur (en) de l'université de Georgetown et est actuellement consultant pour la Banque mondiale,,.

### Carrière
En 2017, il a fondé l'Association mondiale de l'éducation économique,. Il en est le directeur exécutif en 2018 et a établi des partenariats avec les Nations unies, l'Association économique mondiale (en) et le Financial Times,,. L'organisation s'est étendue à 18 pays et comptait 1,500 membres,,. L'organisation est reconnue par Le Réseau Européen d'Experts en Economie de l'Education et l'American Economic Association,.
Il est reconnu par la Royal Economic Society dans sa liste des jeunes économistes de l'année en 2019. Ses recherches et opinions ont été publiées sur USA Today et The Diplomat,. Ses recherches sur le revenu universel ont été citées par le National Health Service et incluses comme matériel pédagogique pour le concours « Debating Matters ». Ses recherches sur la société vietnamienne ont été citées dans les procédures de l'Examen périodique universel (EPU) (en) du Conseil des droits de l'homme des Nations unies. Il était chercheur diplômé à l'Assemblée générale des Nations unies, représentant la jeunesse de Washington.

### Vie privée
Il a été développeur de logiciels. Il a développé le « XZ2 Sound System » sur le XDA-Developers Forum (en). Il possédait une chaîne YouTube spécialisée dans l'expérience utilisateur mobile et les conceptions conceptuelles. En 2024, il est nommé pour le prix WeChoice (en). Il est parmi les quatre finalistes élu par le public vietnamien parmi la jeunesse la plus inspirante de cette année-là.